# Коныратбаев, Ауелбек
Ауелбек Коныратбаев (каз. Әуелбек Қоңыратбаев) (1905, Сырдарьинская область — 1986) — казахский советский учёный-тюрколог, доктор филологических наук, профессор. Член Союза писателей СССР.

## Биография
Родился в современном Чиилийском районе Кызылординской области Казахстана. в 1925 году окончил Ташкентский казахский институт просвещения, в 1935 — Всесоюзный коммунистический институт журналистики имени «Правды», в 1943 — Казахский педагогический институт имени Абая.
В ранней молодости работал в ташкентских казахскоязычных газетах «Жас Алаш» и «Ак жол». Тогда же были изданы его первые художественные произведения (рассказы и стихотворения). В студенческие годы побывал в своей первой фольклорной экспедиции под руководством А. Диваева.
В 1944 году стал аспирантом и младшим научным сотрудником Казахского филиала Академии наук СССР (сейчас НАН РК). С 1946 года возглавил отдел рукописей Института языка и литературы Академии наук КазССР. После постановления ЦК ВКП (б) Казахстана от 21 января 1947 года «О грубых политических ошибках в работе института Языка и литературы АН КазССР» был выселен из Алматы вместе с многими другими учёными. Тем не менее, в 1948 году Коныратбаев принял участие в создании академического издания «История казахской литературы (фольклор, т. 1)», для которого совместно с М. Ауэзовым написал раздел о казахском лиро-эпосе. В разные годы работал преподавателем Казахского государственного университета, КазПИ и Кызылординского пединститута (ныне преобразован в Кызылординский университет имени Коркыт ата).

## Научная деятельность
Основные труды Коныратбаева посвящены как изучению казахского фольклора и древнетюркской поэзии, так и преподаванию казахской литературы в школах: «Библиографический указатель казахской советской литературы (1917—1947)» (1950), «Поэзия Шолпан Иманбаевой» (1956), «Казахский эпос „Козы Корпеш — Баян сулу“» (1959), «Очерки преподавания казахской литературы» (1962), «Методика преподавания казахской литературы» (1966), «Эпос и сказители» (1975), «Мастерство писателя» (1979). Некоторые из них были изданы уже после смерти учёного: «Эпос и тюркология» (1987), «История казахского фольклора» (1991), «Памятники древней письменности» (1991), «Романтизм Абая» (1993), «История казахской литературы» (1994).
Одной из сфер научных интересов Коныратбаева стали проблемы преемственности казахской литературы в общетюркской и восточной литературных традициях. Ряд абаеведческих работ учёного посвящён связи творчества Абая Кунанбаева с восточной литературой, в частности поэзией Алишера Навои и философией Аль-Фараби.

## Литературная деятельность
Автор поэм «Қыз бәйгесі», «Жеті алып» и «Шардара», а также других поэтических произведений.
Перевёл на казахский язык произведения А. С. Пушкина, М. Ю. Лермонтова, восточную поэму Бедиля «Комде и Модан», «Тути-наме», «Книгу моего деда Коркута», повесть Н. С. Тихонова «Вамбери» и рассказ Д. Н. Мамин-Сибиряка «Ақбоз ат».

## Награды
- Орден «Знак Почёта» (1961)
- Почётная грамота Верховного Совета Казахской ССР (1975)
- Многочисленные медали
- Знак «Отличник народного просвещения Казахской ССР» (1975)

## Память
Именем Ауелбека Коныратбаева названы улицы в различных городах Казахстана, а также общеобразовательная школа № 48 в его родном Чиилийском районе.
В 2005 году к 100-летнему юбилею учёного было издано полное собрание сочинений в десяти томах, а также прошли научные конференции в Евразийском национальном университете имени Л. Н. Гумилева (Астана) и Кызылординском университете имени Коркыт ата.